# Karandînți, Bohuslav
Karandînți (în ucraineană Карандинці) este un sat în comuna Șupîkî din raionul Bohuslav, regiunea Kiev, Ucraina.

## Demografie
Componența lingvistică a localității Karandînți
     Ucraineană (97,14%)
     Rusă (2,86%)
Conform recensământului din 2001, majoritatea populației localității Karandînți era vorbitoare de ucraineană (97,14%), existând în minoritate și vorbitori de rusă (2,86%).